# 小柳心
小柳 心（こやなぎ しん、1987年3月14日 - ）は、日本の俳優・作家・脚本家である。東京都出身。血液型A型、身長181cm。スターダストプロモーション芸能1部所属。作家としてのペンネームは、ふみともしん。コヤナギシン。父は歌手、タレントでバブルガム・ブラザーズのBro.TOM（ブラザートム）。弟は俳優の小柳友。

## 来歴・人物
- 趣味はスノーボード（10年近くやっていない）、料理。特技は高校までやっていたバスケットボール。
- 大学進学後、ADのバイトをしていた時にガチャピンと出会い、「人を笑顔にさせる仕事がしたい」と、2006年に芸能界入り[2]。
- 役者としての仕事がほとんどなかった頃、自分の方向性に悩んだのを機に小説を執筆し始め、2008年には、短編集『笑った顔が一番素敵。』を出版。長編小説も既に5本書き上げていて、役者と作家の両立を目指す。舞台の脚本も手がける[2]。
- 2020年に、原田優一、オレノグラフィティ、小柳心、鯨井康介 ＝「PAT4」による新プロジェクト PAT Company を結成。YouTubeチャンネルで企画会議を重ね、わずか6ヶ月の短期間で『ミュージカルGOOD EVENING SCHOOL』旗揚げ公演を実施。

## 出演

### 映画
- 髪がかり（2008年5月、エクセレントフィルム)
- 百万円と苦虫女（2008年5月、日活）
- ごくせん THE MOVIE（2009年7月、東宝） - 片山心 役
- ガチバンMAXII（2009年8月、AMGエンタテインメント） - 金子昌司
- あしたのジョー（2011年2月、東宝） - 少年院看守 役
- 俺はまだ本気出してないだけ（2013年6月、松竹） - キャバクラの黒服 役
- ハッピーネガティブマリッジ Part 1（2014年3月） - 秋緒悠 役
  - ハッピーネガティブマリッジ Part 2（2014年4月） - 秋緒悠 役
- 地の塩 山室軍平（2017年10月） - 矢吹幸太郎 役
- HiGH&LOW THE WORST（2019年10月） - 仁川英明 役
  - HiGH&LOW THE WORST X（2022年9月） - 仁川英明 役
- 初恋（2019年9月全米先行、2020年2月全国公開）
- OUT（2023年11月17日、KADOKAWA） - 田口勝 役[3]
- 邪魚隊／ジャッコタイ（2024年5月31日、東映ビデオ） - 鮒右衛門  役[4][5]

### テレビドラマ
- ごくせん（第3シリーズ）（2008年、日本テレビ系） - 片山心 役
- 猿ロック Episode1-2（2009年7月30日、日本テレビ系） - ヒロユキの父親 役
- サムライ・ハイスクール 第1・5話（2009年、日本テレビ系） - 結城雅人 役
- ラストメール2〜いちじく白書〜（2009年、BS朝日） - 小沢耕太 役
- 土俵ガール!（2010年、TBS） - 黒川雅満 役
- 黄金の豚-会計検査庁 特別調査課-（2010年、日本テレビ系） - 亀山栄一 役
- ストロベリーナイト9,10,11話（フジテレビ） - 刑事役
- 明日をあきらめない…がれきの中の新聞社〜河北新報のいちばん長い日〜（2012年、テレビ東京系） - 中島一清 役
- 非公認戦隊アキバレンジャー 第3・5話（2012年、BS朝日・TOKYO MX） - ホスト風の男 役
- 東京全力少女 第8話（2012年、日本テレビ系） - 法廷での証人 役
- シュガーレス 第9・10話（2012年、日本テレビ系） - 安藤与崇 役
- 月曜ゴールデン・警視庁機動捜査隊216 第3作「命の値段」（2012年、TBS） - 笹原晃一 役
- 土曜ワイド劇場・アナザーフェイス〜刑事総務課・大友鉄〜 第2作「謎の美人弁護士・放火殺人の闇にあの男が挑む」（2013年、朝日放送） - 村上拓平 役
- 金曜ロードSHOW!特別ドラマ企画・磁石男（2014年、日本テレビ）
- 土曜プレミアム アウトバーン マル暴の女刑事・八神瑛子（2014年フジテレビ）
- 水曜ミステリー9・警視庁強行犯係・樋口顕2（2015年、テレビ東京） - 島崎丈太郎 役
- 相棒 season14 第1話「フランケンシュタインの告白」（2015年、テレビ朝日） - 美倉成豪 役
- 怪盗探偵 山猫（2016年、日本テレビ） - 志村一 役
- 狩矢父娘シリーズ（2017年、テレビ朝日） - 堀内剣 役
- わにとかげぎす（2017年、TBS）- 土屋 役
- ドラマ特別企画 がん消滅の罠～完全寛解の謎～（2018年、TBS）- 中村伸一 役
- 歌舞伎町弁護人 凛花 第11話（2019年6月30日、BSテレ東）- 萩原勇士 役
- 珈琲いかがでしょう 第2話（2021年4月12日、テレビ東京） - ヨウスケ 役
- にぶんのいち夫婦 第4話・最終話（2021年7月1日・29日、テレビ東京） - 西原 役
- 暴太郎戦隊ドンブラザーズ ドン45 - 50話（2023年1月22日 - 2月26日、テレビ朝日） - ソノロク 役[6]

### Vシネマ
- 覇王 シリーズ（2016年,2017年） - 九州 田平会若頭 陣内尚之 役
  - 覇王II 〜凶血の系譜〜（2016年12月）
  - 覇王III 〜凶血の連鎖〜（2017年3月）
  - 覇王IV 〜凶血の連鎖〜（2017年4月）
- 日本統一24 - 34（2017年9月 - 2019年6月） - 侠和会 権田陵一 役
- 侠の絆1,2,3（2018年）全3作 - 藤澤慎之介 役
- 下町任侠伝 鷹（2020年10月25日） - 八代目侠栄一家組員 タケ
- キングダム 〜首領になった男〜4（2020年） - 島津真誠会組員 黒石和麿 役

### ミュージックビデオ
- EXILE「道」（2007年）

### DVD
- 片桐はいり4倍速（2009年7月17日）
- 舞台「TAKE ME OUT 2018」（2018年9月7日）
- 舞台「黒子のバスケ」ULTIMATE-BLAZE（2019年9月26日）

### 舞台
- 月刊少年ワンダー7月公演「スパークリング7」（2013年7月20日 - 22日）
- teamキーチェーン第7回公演「ライト テール×ブラック コード」（2013年7月26日 - 29日）
- M2 Produce Vol.0「BOND BOND BOND！」（2014年2月14日 - 16日）
- teamキーチェーン第7回本公演「事羽〜川は大海に大海は世界に〜」（2014年3月28日 - 31日）
- HISTORY BOYS（2014年8月29日 - 9月14日、9月18日 - 21日） - ラッジ 役
- STRAY DOG第23回本公演 「純平、考え直せ」（2014年11月28日 - 30日） - キャサリン 役
- MERCURY FUR（2015年21日 - 22日、2月28日、3月8日） - スピンクス 役
- アサヤケズブロッカ（2015年4月3日 - 5日）Gus4プロデュース公演Vol.1
- 特別公演 銀河英雄伝説 星々の軌跡（2015ねん6月10日 - 21日） - オスカー・フォン・ロイエンタール 役
- HOME〜 魔女とブリキの勇者たち〜 劇団番町ボーイズ☆公演（2015年11月18日 - 23日 -　草月ホール）松野清也 役
- つかこうへい七回忌追悼特別公演 リング・リング・リング（2016年6月23日 - 30日）亀田あきら 役・岡村腎一 役
- イツカテレカ（2016年9月14日 - 18日）Gus4プロデュース公演Vol.2
- Take me out (2016年12月9日 - 21日 DDD青山クロスシアター、2016年12月23日・24日 兵庫芸術文化センター 阪急 中ホール） - ジェイソン・シェニアー 役
- GOLDRUSH THE MUSICAL（2017年3月17日 - 19日） - 矢野雅幸 役
- ちはやぶる神の国〜異聞・本能寺の変〜 TEAM 安土（2017年4月19日 - 23日） - 池田興次 役
- 秦組公演Vol.9 らん（2018年1月17日 - 21日） - 正太郎 役
- Take me out 2018 （2018年3月30日 - 5月1日 DDD青山クロスシアター） - ジェイソン・シェニアー 役
- The McGowan Trilogy マクガワン・トリロジー（2018年6月29日 - 7月1日愛知公演、7月4日 - 8日兵庫公演、7月13日 - 29日東京公演）
- 黒子のバスケ ULTIMATE-BLAZE（2019年4月30日 - 5月1日大阪公演、5月4日 - 5日愛知公演、5月7日 - 13日東京公演、5月18日 - 19日福岡公演） - 根武谷永吉 役
- HAMLET ―ハムレット―（2019年9月8日 - 10月6日東京公演、2019年10月9日 - 15日大阪公演） - ローゼンクランツ 役
- 飛龍伝2020（2020年1月30日 - 2月12日東京公演、2月22日 - 24日大阪公演）
- ミュージカル刀剣乱舞 幕末天狼傳2020（2020年9月20日‐再開を待つ東京公演、10月16日‐18日福岡公演、10月24日‐11月2日京都公演、11月13日‐23日東京凱旋公演） - 近藤勇 役
- ミュージカルGOOD EVENING SCHOOL（2020年12月17日‐20日　本多劇場）タイムリーパー岡島役
- ライブ・スペクタル『NARUTO -ナルト-』〜うずまきナルト物語〜（2021年12月4日 - 13日東京公演、12月25日 - 2022年1月2日大阪公演） - キラービー 役
- 舞台『呪術廻戦』- 京都姉妹校交流会・起首雷同 -（2023年12月15日 - 31日 東京公演 、 2024年1月6日 - 14日 兵庫公演）- 東堂葵 役[7]
- ライブ・スペクタクル『NARUTO-ナルト-』〜忍の生きる道〜（2023年10月8日 - 11日 神奈川公演、10月18日 - 22日 兵庫公演、10月28日 - 11月5日 東京公演） - キラービー 役[8]
- 東映ムビ×ステ 舞台『邪魚隊 / ジャッコタイ』（2024年8月9日 - 25日 東京公演、8月30日 - 9月1日 大阪公演、9月4日 愛知公演、9月7日・8日 石川公演） - 鮒右衛門 役[4][9]
- ノンセクシュアル（2025年2月7日 - 12日、横浜赤レンガ倉庫1号館 3Fホール） - 秋野侑李 役[10]
- 舞台『Take Me Out』2025（2025年5月17日 - 6月8日、よみうりホール / 6月14日・15日、Niterra日本特殊陶業市民会館] ビレッジホール / 6月20日・21日、岡山芸術創造劇場 ハレノワ 中劇場 / 6月27日 - 29日、兵庫県立芸術文化センター 阪急中ホール） - ジェイソン・シェニエー 役[11]
- 舞台『いつかアイツに会いに行く』（2025年10月10日 - 20日〈予定〉、紀伊國屋サザンシアター TAKASHIMAYA / 10月25日〈予定〉、COOL JAPAN PARK OSAKA TTホール）[12]

### デジタルコンテンツ
- リレー空想映画『もう一度逢えたら必ず』2020年6月25日発売

### 玩具
- 暴太郎戦隊ドンブラザーズ DX脳人ブレス メモリアルなセット（2023年12月）

## 脚本・原案作品

### 小柳心名義

#### 舞台
- ミュージカル GOOD EVENING SCHOOL　PAT Company 旗揚公演　（2020年12月17日 ‐ 20日 ‐ 本多劇場）

### コヤナギシン名義

#### 舞台
- ハンザシ　ひるくらいむノ快車　（2015年01月31日 -　みなみおおつか演劇発表会　南大塚ホール）
- アサヤケズブロッカ Gus4プロデュース公演Vol.1（2015年4月3日 - 5日 - 恵比寿・エコー劇場）
- パノラマドーナッツ ひるくらいむノ快車（2015年7月9日 - 12日 -　Road to STAR）
- フラワーミラー 世田谷ナッツプロデュース（2015年7月21日 - 26日 - Road to STAR）
- イツカテレカ Gus4プロデュース公演Vol.2（2016年9月14日 - 18日 - 恵比寿・エコー劇場）

#### テレビ
- 世にも奇妙な物語’18　秋の特別編　脱出不可（主演：坂口健太郎）2018年11月10日

## 書籍

### ふみともしん名義
- 笑った顔が一番素敵。（2008年12月22日、SDP、ISBN 978-4-9036-2040-4）